# Fougères
Fougères (bretonsko Felger) je mesto in občina v severozahodni francoski regiji Bretanji, podprefektura departmaja Ille-et-Vilaine. Leta 2009 je mesto imelo 19.820 prebivalcev.

## Geografija
Kraj leži v pokrajini Bretaniji ob reki Couesnon, 49 km severovzhodno od Rennesa.

## Uprava
Fougères je sedež dveh kantonov:
- Kanton Fougères-Jug (del občine Fougères, občine Billé, Combourtillé, Dompierre-du-Chemin, Javené, Lécousse, Parcé, Romagné, Saint-Sauveur-des-Landes: 18.278 prebivalcev),
- Kanton Fougères-Sever (del občine Fougères, občine Beaucé, La Chapelle-Janson, Fleurigné, Laignelet, Landéan, Le Loroux, Luitré, Parigné, La Selle-en-Luitré: 22.081 prebivalcev).

Mesto je prav tako sedež okrožja Fougères-Vitré, v katerega so poleg njegovih dveh vključeni še kantoni Antrain, Argentré-du-Plessis, Châteaubourg, La Guerche-de-Bretagne, Louvigné-du-Désert, Retiers, Saint-Aubin-du-Cormier, Saint-Brice-en-Coglès in Vitré-Vzhod/Zahod s 154.688 prebivalci.

## Zgodovina
Fougères je bil ustanovljen v srednjem veku. Prvotni grad, omenjen konec 10. stoletja kot preprosta lesena utrdba, je bil leta 1166 s strani angleškega kralja Henrika II. zavzet in porušen. Na njegovem mestu je bil postavljen večji in je služil kot obrambna točka na meji Bretanje pred francoskim prodiranjem na to ozemlje.

## Zanimivosti
Fougères je uvrščen na seznam francoskih umetnostno-zgodovinskih mest.
- trdnjava Château de Fougères je ena najveličastnejših srednjeveških utrdb v Franciji, zgodovinski spomenik.
- stražni stolp - beffroi iz konca 14. stoletja, zgodovinski spomenik,
- mestna vrata porte Notre-Dame iz 15. stoletja, zgodovinski spomenik,
- gotsko-klasicistična cerkev sv. Sulpicija iz 15. do 18. stoletja, zgodovinski spomenik,
- gotsko-neogotska cerkev sv. Leonarda, prvotno iz 12. stoletja, prenovljena v 19. stoletju, zgodovinski spomenik.

## Osebnosti
- Luc Urbain du Bouëxic, grof de Guichen (1712-1790), admiral;

## Pobratena mesta
- Ashford (Anglija, Združeno kraljestvo),
- Bad-Münstereifel (Severno Porenje - Vestfalija, Nemčija),
- Ouargaye (Burkina Faso)
- Somoto (Nikaragva).